# Asłaudin Abajew
Asłaudin Muchambiekowicz Abajew (ros. Аслаудин Мухамбекович Абаев; ur. 4 grudnia 1964) – radziecki zapaśnik walczący w stylu klasycznym. Złoty medalista mistrzostw świata w 1987. Mistrz Europy w 1987. Mistrz ZSRR w 1986; drugi w 1988; trzeci w 1987 roku.